# HMS Pallas (1865)
Panserskibet HMS Pallas blev bygget til den britiske flåde på initiativ af den nyansatte chefkonstruktør E. J. Reed. Reed havde lavet tegningerne til skibet allerede inden sin ansættelse, og Pallas blev det første britiske slagskib, der bygget på et af flådens egne værfter efter tegninger, der ikke var Admiralitetets egne. Navnet Pallas henviser til flere skikkelser fra den græske mytologi, hvoraf den mest kendte er Pallas Athene. Skibet var det syvende af indtil videre otte krigsskibe i Royal Navy med dette navn.

## Konstruktionen
I sit design af Pallas lagde Reed stor vægt på skibets evne til at vædre andre panserskibe. Blandt andet på baggrund af kampen mellem USS Monitor og CSS Virginia i 1862 havde flere skibskonstruktører erkendt, at skibenes kanoner ikke kunne gennembryde et intakt panser, hvorimod en kraftig vædderstævn kunne. Slaget ved Lissa i 1866 virkede som en yderligere bekræftelse på denne teori. For at opnå størst mulig manøvredygtighed blev Pallas bygget som et kort, bredt skib, hvor forholdet mellem længde og bredde var 4,5:1, og for at opnå vædringshastigheden på 14 knob blev det forsynet med den første høj- og lavtryksmaskine nogensinde på et panserskib. Til gengæld blev der sparet på kanonerne, med fire styks midskibs i en pansret boks, hvori de også kunne flyttes til skydning forud og agterud. Desuden var der en kanon både i stævnen og i agterskibet. Kort efter skibets færdigbygning i 1866 blev de fire kanoner i boksen skiftet ud med fire endnu kraftigere, og der blev opsat yderligere to lettere kanoner på det øverste dæk. På grund af sin begrænsede størrelse og få kanoner, måtte Pallas nøjes med at blive klassificeret som panserkorvet.
Der var store forventninger til skibets kampkraft, men Pallas blev en skuffelse. For det første bestemte Admiralitetet, at skibet skulle bygges i Woolwich ved Greenwich, hvor man ikke kunne bygge jernskibe, men hvor der til gengæld var store lagre af tømmer. Skibet blev derfor bygget af træ, selv om det var planlagt som et jernskib, og som de øvrige træskibe med pansring blev resultatet et fartøj, der var meget uroligt i søgang. Det avancerede maskineri levede ikke op til forventningerne og kunne kun præstere 12,5 knob, hvilket var for lidt til at indhente og vædre andre skibe.

## Tjeneste
Pallas var en del af Kanalflåden fra marts 1866 til oktober 1869, hvor det blev vagtskib ved Kingstown (det nuværende Dún Laoghaire i Irland). Denne tjeneste ophørte i september 1870, hvorefter skibet kom på værft til eftersyn og omarmering, afsluttet i 1872. Der havde været store problemer med bagladekanonerne i Royal Navy, så Pallas fik sine fire udskiftet med traditionelle forladere. Fra 1872 til 1879 gjorde Pallas tjeneste ved Middelhavsflåden. Allerede i 1875 stod det klart, at skibet var ved at være slidt op, så da det vendte tilbage til England i 1879, kom det i reserve og lå ved Devonport til det blev solgt i 1886.